# Chumayel
Chumayel es una localidad del estado de Yucatán, México, cabecera del municipio homónimo ubicada aproximadamente 70 kilómetros al sureste de la ciudad de Mérida, capital del estado y 20 km al norte de a ciudad de Tekax.

## Toponimia
El toponímico Chumayel significa en idioma maya ‘calabazo que no se quema’, ya que proviene de los vocablos chu, ‘calabazo’; ma, ‘no’; y iel, ‘arder, quemarse’.

## Datos históricos
Chumayel está enclavado en el territorio que fue la jurisdicción de los tutul xiues (uno de los cacicazgos mayas en Yucatán) antes de la conquista por los españoles.
Sobre la fundación de la localidad, no se conocen datos precisos anteriores a la llegada de los conquistadores españoles a Yucatán. Se sabe, sin embargo, que durante la colonia estuvo bajo el régimen de esclavitud de las encomiendas. 
Esta localidad destaca porque fue cuna de uno de los documentos más importantes de la cultura maya yucateca: el Chilam balam de Chumayel.
En 1825 Chumayel formó parte del partido de Sierra Baja, con cabecera en Mama (Yucatán).

## Sitios de interés turístico
En Chumayel se encuentra un templo construido en el siglo XVI para venerar a la Purísima Concepción. También, en las inmediaciones existe el casco de una vieja hacienda henequenera llamada Ucum.